# Gäddtjärnen (Färila socken, Hälsingland, 685113-147485)
Gäddtjärnen är en sjö i Ljusdals kommun i Hälsingland och ingår i Ljusnans huvudavrinningsområde.